# Lothar Nordheim

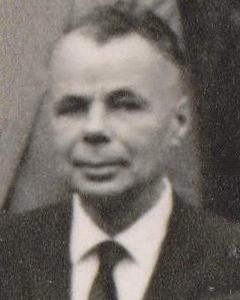
Lothar Nordheim, 1963 in Kopenhagen

Lothar Wolfgang Nordheim (* 7. November 1899 in München; † 5. Oktober 1985 in La Jolla) war ein US-amerikanischer theoretischer Physiker deutscher Herkunft.

## Leben
Nordheim promovierte 1923 bei Max Born in Göttingen und war ein Pionier in der Anwendung der Quantenmechanik auf Festkörperprobleme (Glühemission aus Metallen, Austrittsarbeit bei Metallen, Fowler-Nordheim-Theorie der Tunnelung bei der Feldemission von Elektronen von 1928, Gleichrichtung in Metall-Halbleiter-Kontakten, elektrischer Widerstand in Metallen und Legierungen). Er schrieb darüber zwei umfangreiche Artikel im „Lehrbuch der Physik“ von Müller und Pouillet (Vieweg 1926–1929) über die „Quantentheorie des Magnetismus“ und die Leitungsphänomene in Metallen. Nordheim war, unterstützt mit einem Stipendium der Rockefeller Foundation, Privatdozent in Göttingen und Gastprofessor in Moskau. Anfang der 1930er Jahre begann er auch über Kernphysik zu arbeiten, unter anderem mit Hans Bethe über Mesonenzerfall und wandte Fermis Theorie des Betazerfalls an. Als „physikalischer Assistent“ von David Hilbert (wie vor ihm schon sein Lehrer Born) arbeitete er 1928 mit diesem und John von Neumann über die mathematischen Grundlagen der Quantenmechanik.
1934 emigrierte er als Jude aus Deutschland über die Niederlande (wo er Lorentz Fellow war) in die Vereinigten Staaten und kam an die Purdue University, wo er Forschungen über kosmische Strahlung begann, teilweise unterstützt von seiner Frau, der Physikerin Gertrud Pöschl. 1936 wurde er Fellow der American Physical Society und 1937 Professor an der Duke University. Während des Krieges war er als Mitarbeiter am Manhattan-Projekt Abteilungsleiter in den „Clinton Laboratories“ in Oak Ridge und von 1945 bis 1947 Leiter der dortigen Physikabteilung (später wurde daraus das Oak Ridge National Laboratory). 1947 kehrte er an die Duke University zurück, blieb aber Berater in Oak Ridge und am Los Alamos National Laboratory. Nachdem seine Frau (während eines Deutschlandaufenthalts) bei einem Autounfall getötet wurde, ging Nordheim nach Kalifornien. 1956 wurde er Wissenschaftler am „John L. Hopkins Laboratory of Pure and Applied Science“ von General Atomics in San Diego und später Leiter der dortigen theoretischen Abteilung. Dort beschäftigte er sich vor allem mit der Physik von Kernreaktoren. Er leistete aber auch Anfang der 1950er Jahre frühe Beiträge zum Schalenmodell der Atomkerne (Spin-Kopplung, Beta-Zerfall.).
1951 wurde er Ehrendoktor an der TH Karlsruhe und 1963 an der Purdue University.

## Schriften (Auswahl)
Neben den in den Fußnoten zitierten Arbeiten:
- David Hilbert, Johann von Neumann, Lothar Nordheim: Über die Grundlagen der Quantenmechanik. In: Mathematische Annalen. Band 98, 1928, S. 1–30 (uni-goettingen.de).
- L. Nordheim: Von einem, der auszog, das Quanteln zu lernen, oder die Leiden eines jungen Eigenwertlers: Ein unzeitgemäßes Märchen. In: Physikalische Blätter. Band 17, 1961, S. 420, doi:10.1002/phbl.19610170904 (wiley.com).
- D. Blochinzev, L. Nordheim: Zur Theorie der anomalen magnetischen und thermoelektrischen Effekte in Metallen. In: Zeitschrift für Physik. Band 84, Nr. 3–4, März 1933, S. 168–194, doi:10.1007/BF01333829.